# Classe 80
La Classe 80 è stata una delle classi del Motomondiale. Si disputò dal 1984 al 1989, rappresentando la categoria di minor cilindrata in competizione.

## Il contesto

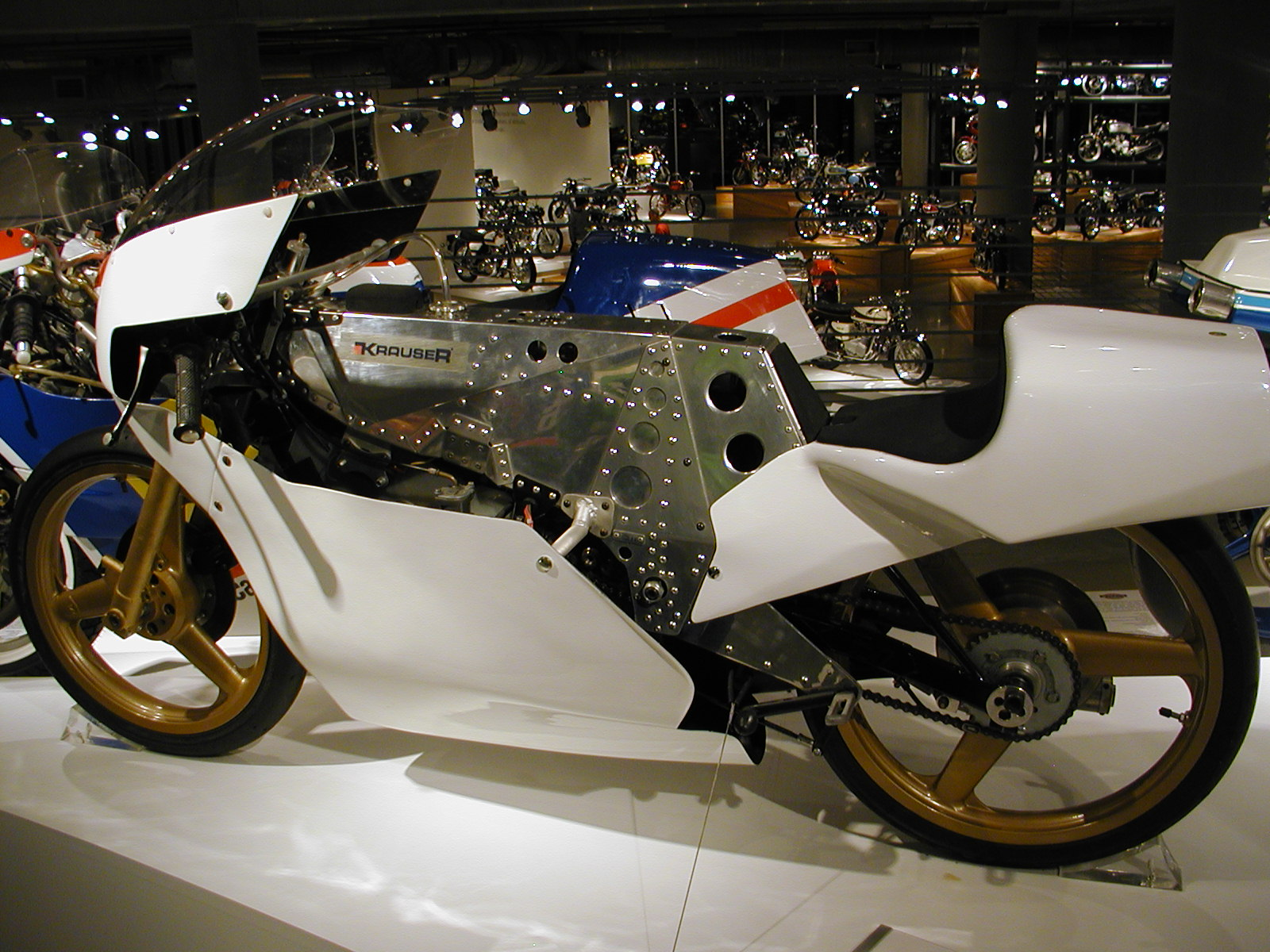
Una Krauser 80 come quella iridata nel 1985

Ideata dalla FIM come sostituta della classe 50, la 80 rispondeva all'interesse creatosi per questa cilindrata in alcuni Paesi europei (Germania Ovest, Austria, Francia, Spagna, Paesi Bassi). Inoltre, la stessa FIM aveva introdotto nel 1981 una classe “80 cc” nel Campionato Europeo Regolarità.
Il regolamento tecnico prevedeva, come già per la 50, motore monocilindrico e cambio con al massimo 6 rapporti. Rispetto alla categoria che andava a sostituire, le 80 da Gran Premio, equipaggiate di propulsori a 2 tempi, si dimostrarono più grandi e pesanti, con ruote di maggiore sezione, oltre ad essere più potenti: ciò imponeva anche un cambiamento nello stile di guida, ora più simile a quello delle 125.
La prima stagione per la nuova categoria fu il 1984, con il debutto al Gran Premio motociclistico delle Nazioni, seconda tappa del calendario di quell'anno: dopo otto prove, in quella stagione il titolo fu vinto dallo svizzero Stefan Dörflinger, campione uscente della 50, in sella ad una Zündapp, davanti al compagno di squadra Hubert Abold; terzo Pier Paolo Bianchi, vincitore dei primi due GP della stagione, sull'artigianale HuVo-Casal, costruita nei Paesi Bassi con motore di origine portoghese.
Dörflinger si riconfermò iridato anche nel 1985, questa volta su Krauser, secondo lo spagnolo Jorge Martínez con la Derbi; durante questo secondo anno le prove disputate furono solo 7 sui 12 Gran Premi mondiali disputati. Martínez romperà l'egemonia del pilota svizzero nel 1986, mantenendo il titolo anche nelle stagioni 1987 e 1988. Nelle tre ultime stagioni le prove valide furono rispettivamente 9, 10 e 7.
Il 1988 segnò l'inizio della fine della 80: il fatto che a partire da quell'anno il regolamento della 125 imponesse l'uso di motori monocilindrici rese questa classe un “doppione” della ottavo di litro. L'ultima stagione della classe 80 fu il 1989: a vincere il titolo (senza però vincere neanche un GP) fu lo spagnolo, già scudiero di Martínez, Manuel Herreros su Derbi.
A fine stagione la 80 fu soppressa, senza essere sostituita e dall'anno successivo, la minor cilindrata in competizione divenne la Classe 125.

## Statistiche
Nei cinque anni di esistenza vennero in totale disputate 47 prove valide per l'assegnazione dei titoli mondiali. Il pilota più vittorioso nella categoria fu lo spagnolo Jorge Martínez che si impose in 22 occasioni, precedendo in questa classifica Stefan Dörflinger con 9 successi; furono in totale solo 10 i piloti di 6 nazionalità diverse che iscrissero il loro nome dell'albo d'oro della classe, con netta predominanza degli spagnoli che ottennero 27 successi.
Anche tra le case motociclistiche la più vittoriosa fu la spagnola Derbi con 25 successi, precedendo la tedesca Krauser con 12 e altre quattro case.

## Classifiche piloti (prime tre posizioni)
1984
| Pos. | Pilota             | Moto       |    |   |   |   |   |    |   |     |   |    |    |   | P.ti |
| ---- | ------------------ | ---------- | -- | - | - | - | - | -- | - | --- | - | -- | -- | - | ---- |
| 1    | Stefan Dörflinger  | Zündapp    | NE | 2 | 7 | 1 | 1 | NE | 1 | Rit | 1 | NE | NE | 5 | 82   |
| 2    | Hubert Abold       | Zündapp    | NE | 3 | 4 | 2 | 4 | NE | 2 | 3   | 6 | NE | NE | 3 | 75   |
| 3    | Pier Paolo Bianchi | HuVo-Casal | NE | 1 | 1 | 4 | 2 | NE | - | 6   | 4 | NE | NE | 6 | 68   |
| Pos. | Pilota             | Moto       |    |   |   |   |   |    |   |     |   |    |    |   | P.ti |

| Legenda                                                                        | 1º posto        | 2º posto        | 3º posto | A punti      | Senza punti        | Grassetto=Pole position Corsivo=Giro più veloce |
| Legenda                                                                        | Gara non valida | Non qualificato | Ritirato | Squalificato | "-" Dato non disp. | Grassetto=Pole position Corsivo=Giro più veloce |
| Fonte dei dati: motogp.com, racingmemo.free.fr, autosport.com, jumpingjack.nl. |                 |                 |          |              |                    |                                                 |

1985
| Pos. | Pilota            | Moto    |    |   |     |   |    |   |   |    |   |    |    |   | P.ti |
| ---- | ----------------- | ------- | -- | - | --- | - | -- | - | - | -- | - | -- | -- | - | ---- |
| 1    | Stefan Dörflinger | Krauser | NE | 2 | 1   | 3 | NE | 1 | 2 | NE | 2 | NE | NE | 3 | 86   |
| 2    | Jorge Martínez    | Derbi   | NE | 1 | Rit | 1 | NE | 2 | 3 | NE | - | NE | NE | 1 | 67   |
| 3    | Gerd Kafka        | Seel    | NE | 4 | 3   | - | NE | 5 | 1 | NE | 8 | NE | NE | 5 | 48   |
| Pos. | Pilota            | Moto    |    |   |     |   |    |   |   |    |   |    |    |   | P.ti |

| Legenda                                                                        | 1º posto        | 2º posto        | 3º posto | A punti      | Senza punti        | Grassetto=Pole position Corsivo=Giro più veloce |
| Legenda                                                                        | Gara non valida | Non qualificato | Ritirato | Squalificato | "-" Dato non disp. | Grassetto=Pole position Corsivo=Giro più veloce |
| Fonte dei dati: motogp.com, racingmemo.free.fr, autosport.com, jumpingjack.nl. |                 |                 |          |              |                    |                                                 |

1986
| Pos. | Pilota            | Moto    |   |   |   |   |   |   |    |    |   |    |   |   | P.ti |
| ---- | ----------------- | ------- | - | - | - | - | - | - | -- | -- | - | -- | - | - | ---- |
| 1    | Jorge Martínez    | Derbi   | 1 | 2 | - | 1 | 1 | 1 | NE | NE | 3 | NE | 2 | - | 94   |
| 2    | Manuel Herreros   | Derbi   | 3 | 3 | 1 | 2 | - | 2 | NE | NE | 4 | NE | 3 | 4 | 85   |
| 3    | Stefan Dörflinger | Krauser | 9 | 1 | 2 | 5 | 2 | 5 | NE | NE | 2 | NE | 6 | 2 | 82   |
| Pos. | Pilota            | Moto    |   |   |   |   |   |   |    |    |   |    |   |   | P.ti |

| Legenda                                                                        | 1º posto        | 2º posto        | 3º posto | A punti      | Senza punti        | Grassetto=Pole position Corsivo=Giro più veloce |
| Legenda                                                                        | Gara non valida | Non qualificato | Ritirato | Squalificato | "-" Dato non disp. | Grassetto=Pole position Corsivo=Giro più veloce |
| Fonte dei dati: motogp.com, racingmemo.free.fr, autosport.com, jumpingjack.nl. |                 |                 |          |              |                    |                                                 |

1987
| Pos. | Pilota          | Moto    |    |   |   |    |   |   |     |    |    |    |   |   |   |    |    | P.ti |
| ---- | --------------- | ------- | -- | - | - | -- | - | - | --- | -- | -- | -- | - | - | - | -- | -- | ---- |
| 1    | Jorge Martínez  | Derbi   | NE | 1 | 2 | 1  | 1 | 1 | 1   | NE | 1  | NE | 2 | - | 1 | NE | NE | 129  |
| 2    | Manuel Herreros | Derbi   | NE | 6 | 5 | 2  | 3 | 5 | 2   | NE | NP | NE | 4 | 1 | 2 | NE | NE | 86   |
| 3    | Gerhard Waibel  | Krauser | NE | 4 | 1 | 10 | 2 | 4 | Rit | NE | 3  | NE | 3 | 4 | 3 | NE | NE | 82   |
| Pos. | Pilota          | Moto    |    |   |   |    |   |   |     |    |    |    |   |   |   |    |    | P.ti |

| Legenda                                                                        | 1º posto        | 2º posto        | 3º posto | A punti      | Senza punti        | Grassetto=Pole position Corsivo=Giro più veloce |
| Legenda                                                                        | Gara non valida | Non qualificato | Ritirato | Squalificato | "-" Dato non disp. | Grassetto=Pole position Corsivo=Giro più veloce |
| Fonte dei dati: motogp.com, racingmemo.free.fr, autosport.com, jumpingjack.nl. |                 |                 |          |              |                    |                                                 |

1988
| Pos. | Pilota            | Moto    |    |    |   |   |   |     |    |     |    |   |    |    |    |   |    | P.ti |
| ---- | ----------------- | ------- | -- | -- | - | - | - | --- | -- | --- | -- | - | -- | -- | -- | - | -- | ---- |
| 1    | Jorge Martínez    | Derbi   | NE | NE | 2 | 1 | 1 | 1   | NE | 1   | NE | 1 | NE | NE | NE | 1 | NE | 137  |
| 2    | Álex Crivillé     | Derbi   | NE | NE | 3 | 3 | 4 | 2   | NE | Rit | NE | 3 | NE | NE | NE | 3 | NE | 90   |
| 3    | Stefan Dörflinger | Krauser | NE | NE | 1 | 4 | 2 | Rit | NE | Rit | NE | 6 | NE | NE | NE | 2 | NE | 77   |
| Pos. | Pilota            | Moto    |    |    |   |   |   |     |    |     |    |   |    |    |    |   |    | P.ti |

| Legenda                                                                        | 1º posto        | 2º posto        | 3º posto | A punti      | Senza punti        | Grassetto=Pole position Corsivo=Giro più veloce |
| Legenda                                                                        | Gara non valida | Non qualificato | Ritirato | Squalificato | "-" Dato non disp. | Grassetto=Pole position Corsivo=Giro più veloce |
| Fonte dei dati: motogp.com, racingmemo.free.fr, autosport.com, jumpingjack.nl. |                 |                 |          |              |                    |                                                 |

1989
| Pos. | Pilota            | Moto    |    |    |    |   |     |   |    |   |   |    |    |    |    |   |    | P.ti |
| ---- | ----------------- | ------- | -- | -- | -- | - | --- | - | -- | - | - | -- | -- | -- | -- | - | -- | ---- |
| 1    | Manuel Herreros   | Derbi   | NE | NE | NE | 5 | 4   | 2 | NE | 2 | 2 | NE | NE | NE | NE | 2 | NE | 92   |
| 2    | Stefan Dörflinger | Krauser | NE | NE | NE | 2 | 5   | 5 | NE | 3 | 3 | NE | NE | NE | NE | 5 | NE | 80   |
| 3    | Peter Öttl        | Krauser | NE | NE | NE | 3 | Rit | 1 | NE | 1 | 1 | NE | NE | NE | NE | - | NE | 75   |
| Pos. | Pilota            | Moto    |    |    |    |   |     |   |    |   |   |    |    |    |    |   |    | P.ti |

| Legenda                                                                        | 1º posto        | 2º posto        | 3º posto | A punti      | Senza punti        | Grassetto=Pole position Corsivo=Giro più veloce |
| Legenda                                                                        | Gara non valida | Non qualificato | Ritirato | Squalificato | "-" Dato non disp. | Grassetto=Pole position Corsivo=Giro più veloce |
| Fonte dei dati: motogp.com, racingmemo.free.fr, autosport.com, jumpingjack.nl. |                 |                 |          |              |                    |                                                 |